# Satanella-Quadrille
Satanella-Quadrille, op. 123, är en kadrilj av Johann Strauss den yngre. Den spelades första gången den 26 januari 1853 i Wien.

## Historia
Den 11 januari 1853 presenterade Hofoperntheater i Wien baletten Satanella oder Metamorphosen med den blott 20 år gamla dansösen Marie Taglioni (1833-1891) i huvudrollen. Koreograf var hennes fader Paul Taglioni (1808-1884) och musiken var skriven av Cesare Pugni och Peter Ludwig Hertel. Föreställningen blev en stor succé, inte minst tack vare Marie Taglionis tolkning av rollen. Johann Strauss den yngre tjusades av både baletten och Marie Taglioni. Han beslöt sig för att arrangera en "Satanella-bal" i Sofienbad-hallen den 26 januari, bara 13 dagar efter balettpremiären. Till evenemanget skrev han både en Satanella-Quadrille och en Satanella-Polka med motiv från baletten (senare även en Marie Taglioni-Polka till Marie Taglionis ära). I pressen hade det utlovats ett "Personligt" uppdykande av dansösen, men till publikens och Strauss besvikelse dök Marie Taglioni aldrig upp, då hennes föräldrar inte gav sin tillåtelse därtill.

## Om kadriljen
Speltiden är ca 6 minuter och 21 sekunder plus minus några sekunder beroende på dirigentens musikaliska tolkning.

## Weblänkar
- Satanella-Quadrille i Naxos-utgåvan.